# Jouni Ovaska
Jouni Einari Ovaska, född 9 september 1986 i Tavastkyro, är en finländsk politiker (Centern i Finland). Han är ledamot av Finlands riksdag sedan 2019. Han var Centerns partisekreterare 2016–2018.
Ovaska blev invald i riksdagen i riksdagsvalet 2019 med 5 360 röster från Birkalands valkrets.